# Fred Parkinson Holliday
Fred Parkinson Holliday, avstralski častnik, vojaški pilot in letalski as, * 20. februar 1988, Melbourne, Avstralija, † 5. marec 1980, Kanada.  	
Major Holliday je v svoji vojaški karieri dosegel 17 zračnih zmag.

## Odlikovanja
- Distinguished Service Order (DSO)
- Military Cross (MC)